# میدان فردوس
میدان فردوس ، یک فضای باز عمومی در مرکز بغداد ، عراق است . این نام از واژه فارسی پردیس به معنی "بهشت" گرفته شده است. این میدان محل چندین اثر هنری با ارزش بوده است.

## گزارش
مسجد هفده رمضان و دو هتل مشهور بغداد، هتل فلسطین و هتل عشتار ، در این میدان واقع شده اند.
فلکه در مرکز میدان فردوس است میدان از چندین آثار تاریخی مانند سرباز گمنام در سال ۱۹۵۹ بود که با مجسمه صدام حسین جایگزین شد که در زمان یورش به عراق در سال ۲۰۰۳ توسط نیروهای ائتلاف آمریکایی برداشته شد. مجسمه ای سبز و انتزاعی از باسم حمد الدویری به جای مجسمه صدام سفارش داده شد. در سال ۲۰۰۹ ، معمار بنای یادبود سرباز گمنام ریفات چادیرجی علاقه خود را برای بازسازی بنای یادبود در محل اصلی آن ابراز داشت.  از سال ۲۰۱۳ ، مجسمه الدویری و ستون های اطراف آن از میدان فردوس برداشته شده است. 

## سرنگونی مجسمه صدام
در آوریل ۲۰۰۲ ، مجسمه ساز عراقی ، خالد عزت به احترام ۶۵ سالگی صدام حسین ، این مجسمه را ساخت. 

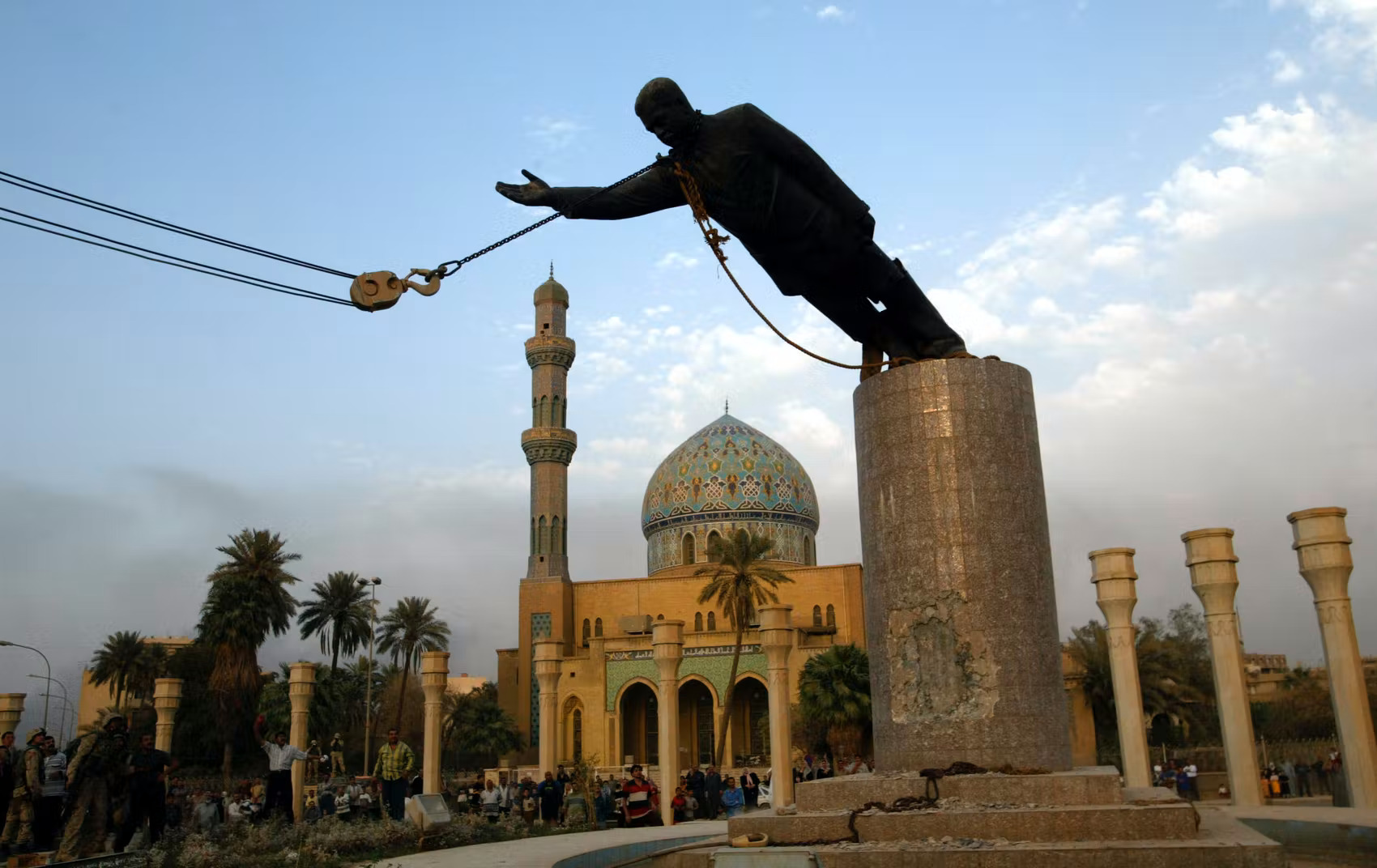
سرنگونی معروف مجسمه صدام حسین در میدان فردوس بغداد اندکی پس از حمله به عراق در سال ۲۰۰۳

در سال ۲۰۰۳ ، مجسمه توسط شهروندان عراقی و با کمک نیروهای آمریکایی در هنگام حمله به عراق در مقابل جمعیتی در حدود صد عراقی کشیده شد. این مراسم به طور گسترده از تلویزیون پخش شد و برخی از این تصاویر به دلیل روتوش در حجم جمعیت مورد انتقاد قرار گرفتند.  رابرت فیسک آن را "صحنه دارترین فرصت عکس از زمان نبرد ایووجیما " توصیف کرد. 

## مجسمه جایگزین
در محل مجسمه ، هم اکنون مجسمه ای انتزاعی و سبز قرار دارد که نمادی از "آزادی" است و توسط مجسمه ساز باسم حمد الدویری  طراحی شده و توسط گروهی از هنرمندان که خود را نجات یافتگان می نامند ساخته شده است.  این مجسمه جایگزین به سرعت ساخته شد و طی چند ماه به پایان رسید. از نظر ضروری ، مجسمه از مواد و روشهای اساسی ساخت استفاده می کند. این گچ از گچ نقاشی شده ، به ارتفاع هفت متر (۲۳ فوت) ساخته شده است و شامل یک خانواده نمادین عراقی است که در بالای یک هلال ماه قرار دارند ، که نشان دهنده اسلام و خورشید نشان دهنده تمدن باستان سومری است. 

## اعتراض سال ۲۰۰۵
در ۹ آوریل ۲۰۰۵ ، دومین سالگرد حمله به عراق ، این میدان مرکز تظاهرات گسترده ای از ده ها هزار عراقی معترض به اشغال آمریکا بود . این تظاهرات توسط مقتدی صدر ، روحانی شیعه و با حمایت شیخ عبد الزهرا السوید ، از پیروان حزب سبز برگزار شد. به نقل از سووید به جمع شدگان گفت: "این تجمع باید مسالمت آمیز باشد. شما باید خواستار عقب نشینی نیروهای اشغالگر شوید و برای محاکمه سریع تر صدام حسین و دستیارانش در دادگاه عراق فشار بیاورید. "